# Scopula mauritiata
Scopula mauritiata är en fjärilsart som beskrevs av Achille Guenée 1858. Scopula mauritiata ingår i släktet Scopula och familjen mätare. Inga underarter finns listade.